# Кристина Шарлота фон Вюртемберг
Кристина Шарлота фон Вюртемберг (на немски: Christine Charlotte von Württemberg; * 21 октомври 1645, Щутгарт; † 16 май 1699, Бруххаузен-Филзен, Графство Хоя) е принцеса от Вюртемберг–Щутгарт и чрез женитба княгиня на Източна Фризия (1662 – 1665), регентка на княжеството Източна Фризия (1665 – 1690).

## Биография
Тя е дъщеря на херцог Еберхард III фон Вюртемберг-Щутгарт (1614 – 1674) и първата му съпруга вилд- и рейнграфиня Анна Катарина Доротея фон Залм-Кирбург (1577 – 1651).
Кристина Шарлота се омъжва на 10 май 1662 г. в Щутгарт за княз Георг Христиан от Източна Фризия (* 6 февруари 1634; † 6 юни 1665) от фамилята Кирксена. Четири месеца след смъртта на Георг Кристиан тя ражда син, Кристиан Еберхард, на когото е регент през следващите 25 години.

## Деца
Кристина Шарлота и Георг Христиан от Източна Фризия имат три деца:
- Еберхардина Катерина (1663 – 1664)
- Юлиана Шарлота (1664 – 1666)
- Кристиан Еберхард (1665 – 1708), княз на Източна Фризия, женен I. на 3 март 1685 г. за принцеса Еберхардина София фон Йотинген-Йотинген (1666 – 1700); II. 1701 г. (морганатичен брак) за Анна Юлиана фон Кайнау (1674 – 1727)